# Doráti Antal
Doráti Antal KBE, születési és 1933-ig használt nevén Deutsch Antal (Budapest, Terézváros, 1906. április 9. – Zürich, 1988. november 13.) karmester, zeneszerző, Bartók–Pásztory-díjas (1986).

## Élete
Apja Deutsch Sándor (1872–1949) az Operaház zenekarának tagja, anyja Kunwald Margit volt. 1911-től zongorázott, első tanára Braun Paula volt. 1928-ban Stravinsky Petruskájának zongoraszólóját játszotta. Weiner Leónál összhangzattant tanult magánúton, majd a budapesti Zeneművészeti Főiskola diákja volt, ahol kamarazenét tanult. Kodály Zoltánnál 1920-ban felvételizett, s 1921-ben elsajátította a zeneszerzés-tudományt. Bartók Béla zongoraművészi és emberi magatartása egész életére meghatározó hatású volt. A csodálatos mandarin négykezes előjátszására maga Bartók jelölte ki társául a fiatal korrepetitort 1926-ban. 1925–1927 között a Operaház korrepetitora. 1928–1929-ben Fritz Busch asszisztense volt a drezdai Semperoperben. 1929–1933 között a münsteri Városi Színház karmester-zeneigazgatója volt. Párizsban zenekart szervezett, betanította, előadatta Mozart és Gluck kisoperáit. 1933-tól a Ballets Russes de Monte-Carlo karmestere volt. Turnézott Franciaországban, Spanyolországban, USA-ban, Monte-Carlóban, Londonban és New Yorkban is. 1938-ban Ausztráliában zenekart szervezett. 1939-ben az USA-ba utazott. New York-ban az American Broadcasting Company (ABC) szerződtette egy sor rádió-hangverseny vezénylésére. Yehudi Menuhinnal Bartók Hegedűversenyét 40-szer játszották együtt, 3-szor lemezre vették. 1941–1944 között a New York-i „Ballet Theatre” zeneigazgatója volt, s a New Opera Company zenei vezetője is. 1945–1949 között létrehozta a Dallasi Szimfonikus Zenekart. 1948-ban a budapesti Bartók Fesztiválon a Concertót vezényelte. 1948–1949 között volt az utolsó dallasi évada: fénypontja Bartók: A kékszakállú herceg vára bemutatója volt. 1949–1960 között a Minneapolisi Szimfonikusok vezetője; művészi fejlődésének, kialakulásának legfontosabb évei voltak ezek. 1960-ban elhagyta Minneapolist, Európába jött. 1960–1970 között Rómában élt, de London volt munkája központja. Rendszeresen hangversenyezett Párizsban, az NSZK-ban, majd Prágában, Varsóban, Bukarestben, Budapesten, Koppenhágában és Brüsszelben. Izraelben 1960-ban járt először, a Londoni Szimfonikus Zenekarral, s ettől kezdve 1970-ig minden évadban visszatért, s az Izraeli Filharmonikusokat is vezényelte. A Londoni Szimfonikusokkal turnézott Angliában, Európában, Izraelben, Japánban. 1963–1965 között a BBC Szimfonikus Zenekar vezető karmestere volt. 1965–1974 között a Stockholmi Filharmonikusok vezető karnagya. Közben vezényelte a chicagói, a bostoni, a Los Angeles-i és a washingtoni szimfonikus zenekarokat. 1966-tól rendszeresen hazajárt. 1968-ban átvette a washingtoni National Symphony Orchestra karnagyi posztját. 1974-től a londoni Royal Filharmonikus Zenekar vezetője, „örökös karnagy”-a, de 1977-től ellátta a Detroiti Szimfonikus Zenekar vezetését is.
1934-től haláláig több mint 500 lemezt készített. Egész életében Bartók Béla propagátora volt; de Kodály Zoltán, Stravinsky, Liszt Ferenc, valamint klasszikus szerzők műveit (némelyiket többször is) lemezre vette. Csajkovszkij-felvételei közül számos etalonná vált. Az ő zenéje állt legközelebb hozzá.

## Művei
Több mint 26 kompozíció.
- Az út (kantáta Paul Claudel poémájára)
- I. szimfónia, Missa Brevis
- Magdalena (balett)
- Vonós-oktett
- Madrigálszvit
- Kamarazene (dalciklus James Joyce verseire)
- Zongoraverseny
- Gordonkaverseny
- Oboaverseny
- Békemise
- The Voices (szimfonikus dalciklus Rainer Maria Rilke verseire)

## Írása
- Önéletrajza: Notes of Seven Decades. London–Sydney–Auckland–Toronto, 1979. Hodder and Stoughton. 
  - Magyarul: Egy élet muzsikája. Ford. Gergely Pál. Budapest. Zeneműkiadó. 1. kiad. (1981): ISBN 9633304083 2. kiad.(1985): ISBN 9633305578 [előszóval a magyar olvasóknak]